# Saint-Didier-en-Bresse
Saint-Didier-en-Bresse är en kommun i departementet Saône-et-Loire i regionen Bourgogne-Franche-Comté i östra Frankrike. Kommunen ligger i kantonen Saint-Martin-en-Bresse som tillhör arrondissementet Chalon-sur-Saône. År 2022 hade Saint-Didier-en-Bresse 183 invånare.

## Befolkningsutveckling
Antalet invånare i kommunen Saint-Didier-en-Bresse
| Referens: INSEE |